# Pieve di Santo Stefano (Camaiore)
La pieve di Santo Stefano e San Giovanni Battista è un edificio sacro che si trova in località Pieve a Camaiore.

## Storia e descrizione
Citata in una pergamena vescovile dell'anno 817, la pieve si presenta (dopo un restauro purista del 1930) nella veste assunta nel XII secolo, inglobando parti di una precedente costruzione, riferibile al X secolo. Il portale attuale, seicentesco, occlude solo parzialmente le tracce di una doppia apertura, peraltro asimmetrica.
L'interno custodisce un fonte battesimale, ricavato da un sarcofago del II-III secolo, e un trittico quattrocentesco di Battista da Pisa.
Il campanile ospita al suo interno 3 campane manuali, fuse dai Fratelli Bimbi di Fontanaluccia (MO) nell’anno 1824. Il concerto è accordato in Sol3 minore, vale a dire che le note (a partire dalla grossa) sono: Sol3, La3 e Sib3 crescente.
Questa è stata la chiesa madre ovvero la prima chiesa in tutto il camaiorese, dalla quale si è successivamente diffuso il cristianesimo sia a Camaiore che nelle zone limitrofe.
Si ricorda l'anniversario della Dedicazione il 14 di novembre.

## Galleria d'immagini

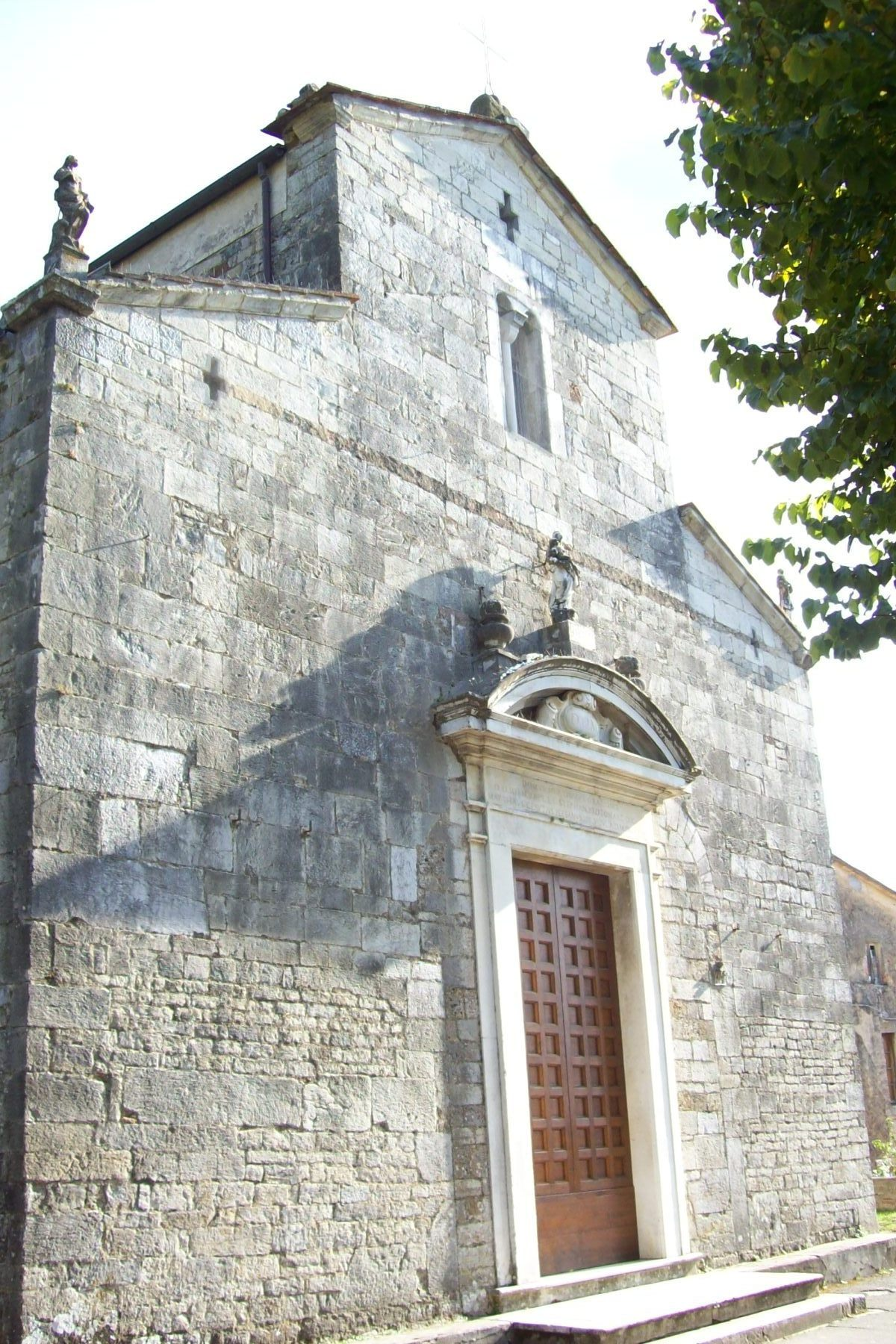
La facciata
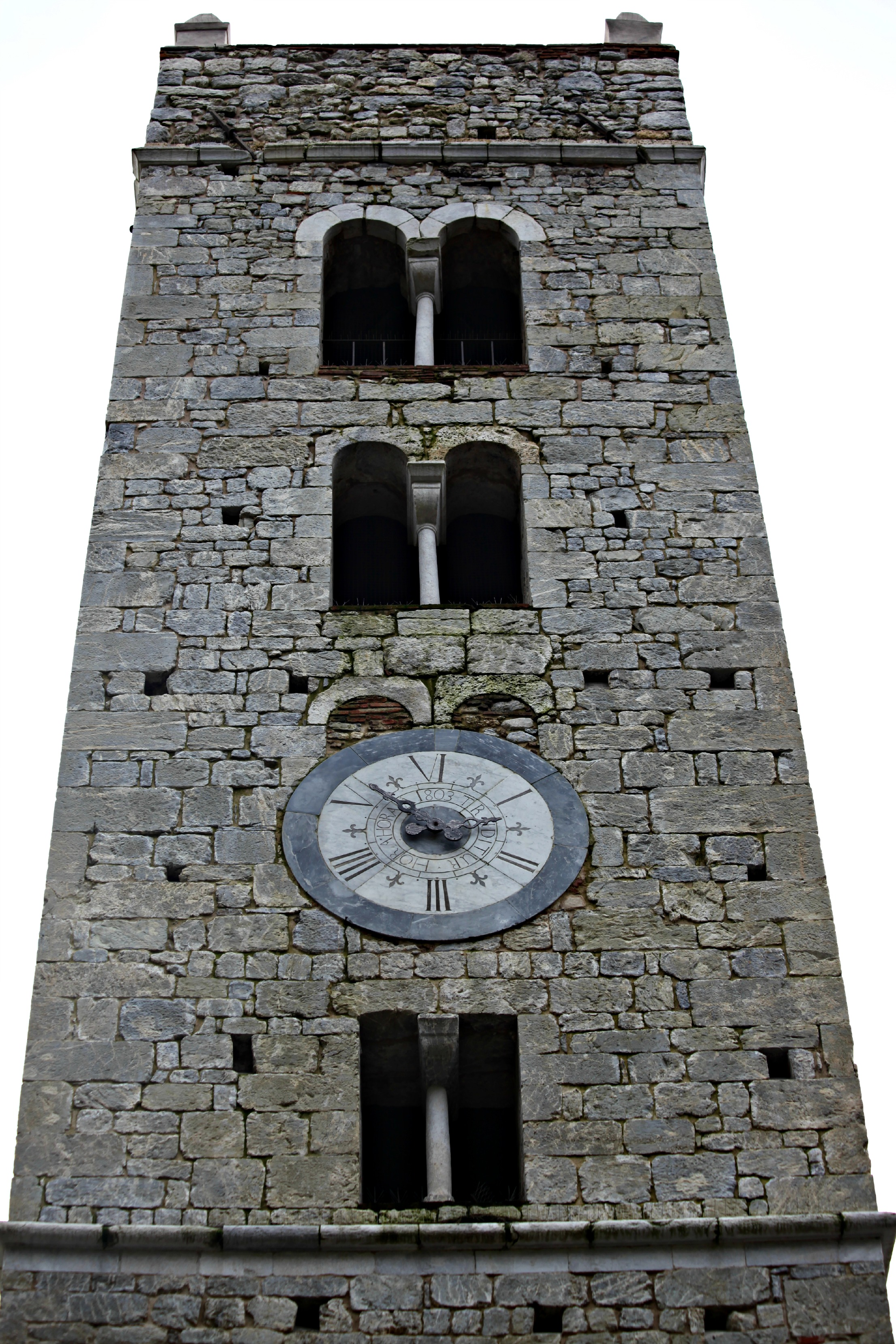
Il Campanile
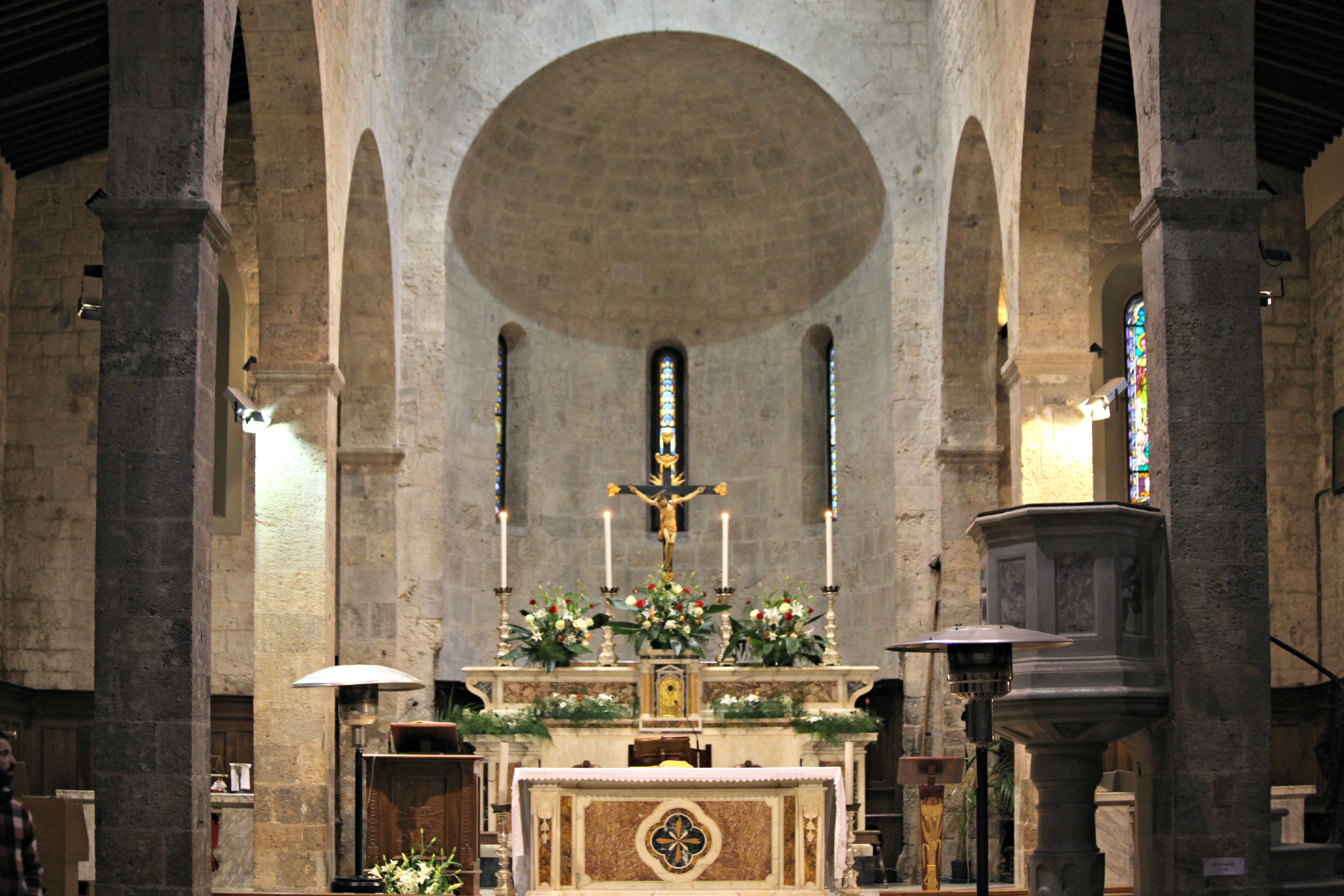
Interno della Pieve
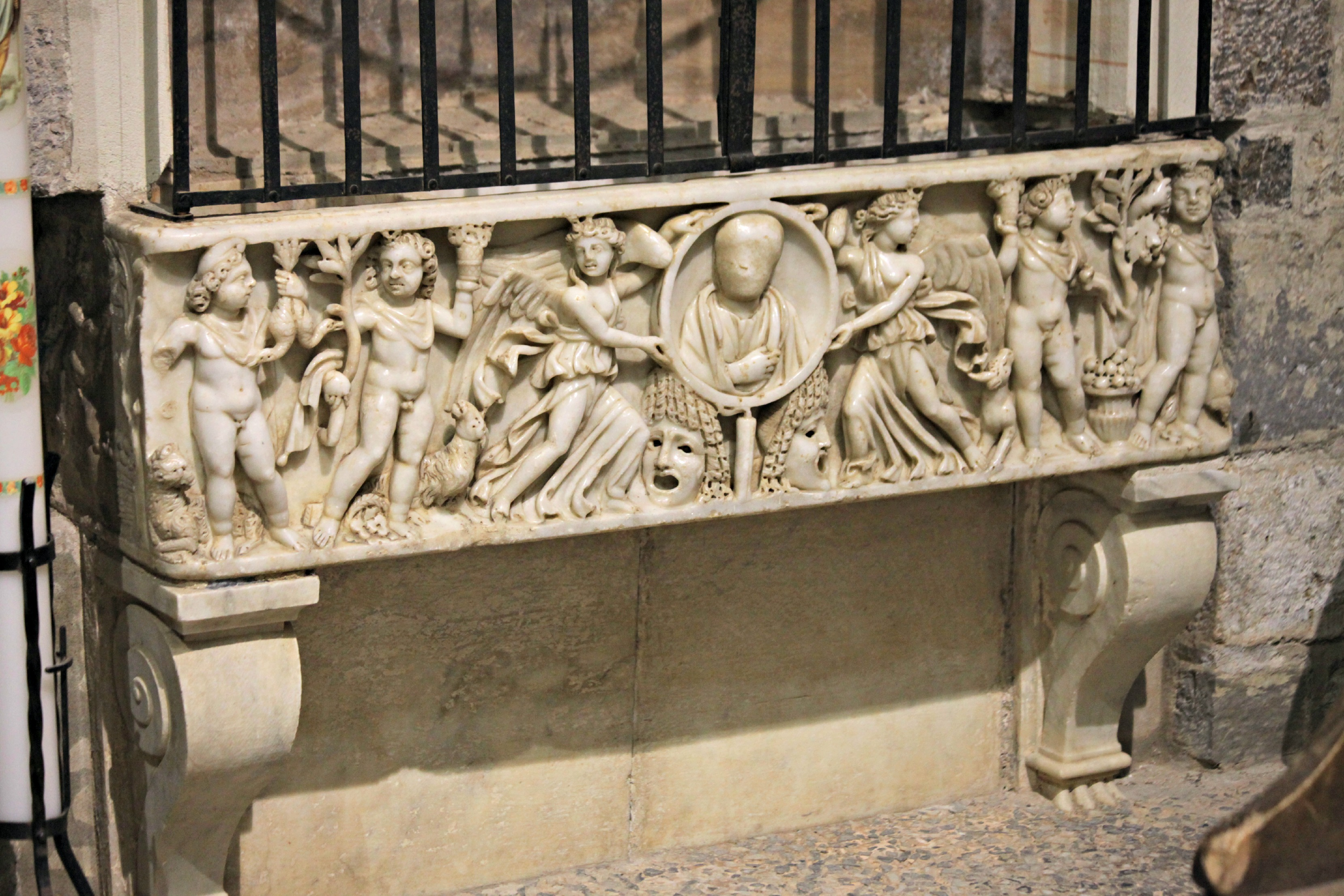
Fonte battesimale della Pieve
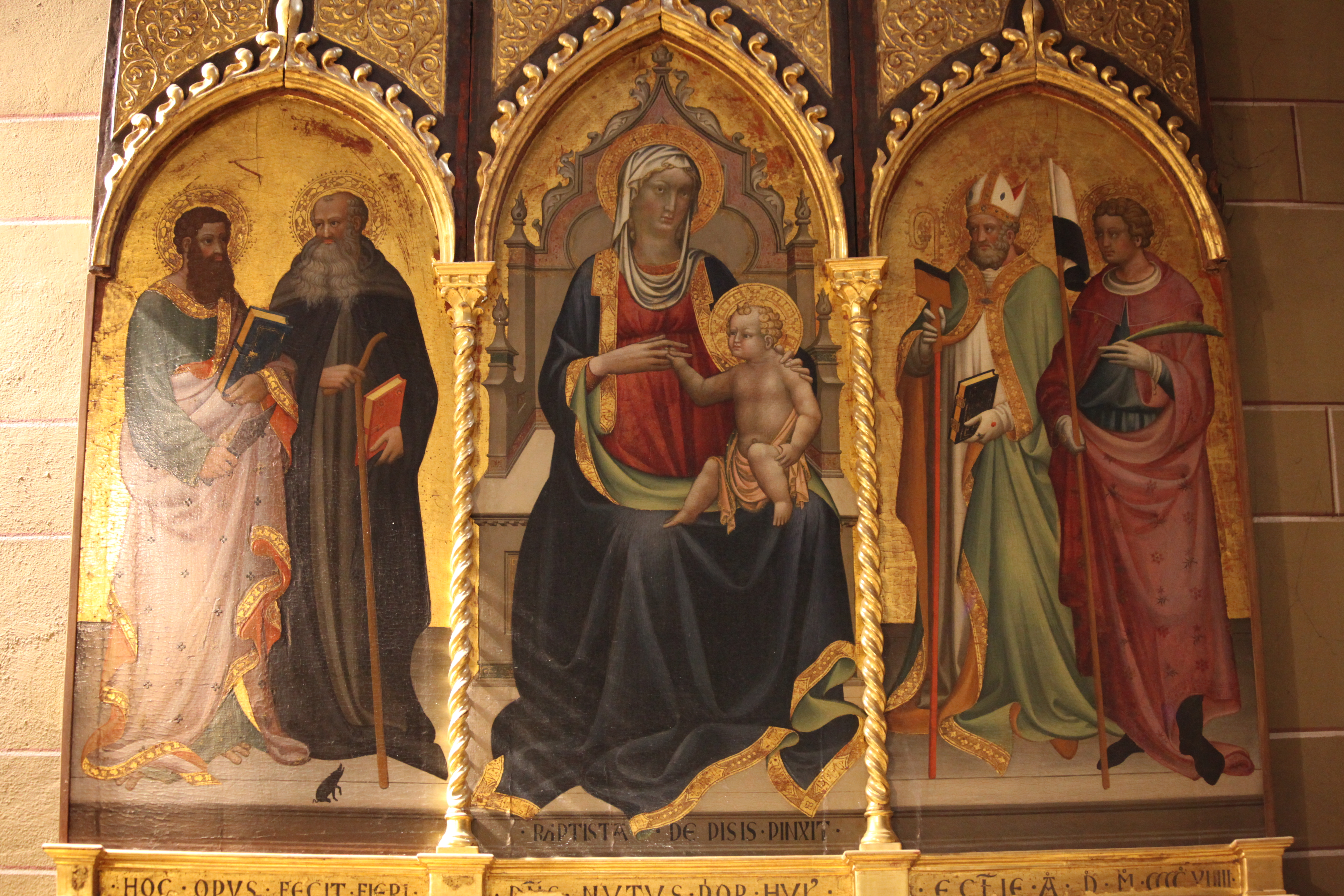
Madonna col Bambino e Santi di Battista di Gerio, 1418